# Radijski festival 2005.
Radijski Festival 05 (Muzika koja osvajaǃ) takođe poznat i kao Radijski Festival 2005. i FERAS 2005 (Festival Radija S 2005) je drugi po redu radijski festival zabavne muzike Srbije i Crne Gore. Održan u Beogradu, u Sava Centru pod organizacijom Radija S. Učestvovalo je 40 izvođača iz bivših jugoslovenskih republika.
Pobedila je Marija Šerifović sa pesmom U Nedelju. 

## Format
Od 31. oktobra na čak 60 radio-stanica u Srbiji i Crnoj Gori počelo emitovanje 40 takmičarskih pesama. Glasanje se odvijalo tako što je žiri sastavljen od slušalaca radija svake nedelje glasao za svoje favorite. Svake nedelje do 9. decembra su ispadale po četiri pesme sa najmanjim brojem glasova.
U Sava Centru, 9. decembra, je nastupilo 24 polufinalista, a u finalu, dan kasnije, 12 izvođača su se borili za pobedu i za novčanu nagradu od 5.000 evra.
Takođe u polufinalu i finalu glasa i publika, jer je 20 televizija na čelu sa TV Pink prenosilo ovaj festival.

## Učesnici
| #  | Izvođač                              | Pesma                 | Muzika                              | Tekst                               | Aranžman                                           |
| -- | ------------------------------------ | --------------------- | ----------------------------------- | ----------------------------------- | -------------------------------------------------- |
| 1  | Marija Šerifović                     | U Nedelju             | Leontina Vukomanović                | Leontina Vukomanović                | Lazar Milić                                        |
| 2  | Slađana Ivanišević                   | Maksimalno            | Vladimir Graić                      | Vladimir Graić                      | Saša Milošević Mare                                |
| 3  | Ivana Selakov                        | Vremeplov             | Srđan Simić Kamba                   | Strahinja Knežević                  | Alek Aleksov                                       |
| 4  | Trio Passage                         | Bum                   | Leontina Vukomanović                | Leontina Vukomanović                | Marko Milatović • Vladan Popović Pop               |
| 5  | Maja Odžaklijevska                   | Ne Verujem Ti         | Nena Leković                        | Nena Leković                        | Radomir Rade Pajić                                 |
| 6  | Ivana Ćosić                          | Vezana                | Nikola Jašović                      | Biljana Spasić • Ivana Ćosić        | Miljan Davidović                                   |
| 7  | Marko Žujović                        | Može i Bez Kavijara   | Nihad Petonjić                      | Snežana Vukićević                   | Marko Žujović • Nihad Petonjić                     |
| 8  | Maja Nikolić                         | Ne Traži Me           | Vladimir Graić                      | Saša Milošević Mare                 | Saša Milošević Mare                                |
| 9  | Mari Mari                            | Moj Svet              | Marija Marić Marković               | Marija Marić Marković               | Uroš Marković                                      |
| 10 | Marina Perazić                       | Slobodna u Jutra      | Mitar Subotić - Rex Ilusivi         | Varija                              | Haris                                              |
| 11 | Arijana i Mirko                      | To Nije To            | Mirko Gavrić                        | Violeta Pavićević                   | Mirko Gavrić                                       |
| 12 | Sonja Kocić                          | Pričaj Mi             | Aleksandra Sara Milutinović         | Aleksandra Sara Milutinović         | Milan Rađen                                        |
| 13 | Deniz                                | Sećanja               | Zoran Popov                         | Sonja Perić                         | The Musica                                         |
| 14 | Pero Stefanović                      | Vila Mog Sna          | Aleksandra Stefanović               | Aleksandra Stefanović               | Dado Glišić                                        |
| 15 | Aleksandra Perović                   | Mogu Sama             | Nena Leković                        | Maja Leković                        | Alek Aleksov                                       |
| 16 | Miloš Žikić                          | Za Jedno Pola Veka    | Mirko Gavrić                        | Violeta Pavićević                   | Mirko Gavrić                                       |
| 17 | Tropico                              | Jedan Al' Vredan      | Žika Zana                           | Jelena Zana                         | Miljan Davidović                                   |
| 18 | Ivana Jovanović                      | Alergična Na Ljubav   | Saša Milošević Mare                 | Biljana Vujović                     | Dragan Kovačević Struja                            |
| 19 | Dream Band                           | Ispod Kože            | Bojan Stanimirović                  | Biljana Spasić                      | Amadeus • Zoran Bogdanović Riči                    |
| 20 | Miki Perić                           | Tužan Kraj            | Leontina Vukomanović                | Leontina Vukomanović                | Ognjan Radivojević                                 |
| 21 | Neda Ukraden                         | Konačno               | Neda Ukraden • Dušan Bačić          | Jelena Biblija                      | Dušan Bačić                                        |
| 22 | Želimir Petrović                     | Sto Dvadeset Peta     | Žika Zana                           | Jelena Zana                         | Đorđe Janković                                     |
| 23 | Ziki                                 | U Sobi Sa Njom        | Marko Kon                           | Ceca Slavković                      | Aleksandar Kobac • Marko Kon                       |
| 24 | Extra Nena                           | Avanturista           | Rade Radivojević                    | Extra Nena                          | Rade Radivojević                                   |
| 25 | Goca Tržan                           | Hormoni               | Mirko Šenkovski Geronimo            | Mirko Šenkovski Geronimo            | Sound Plus                                         |
| 26 | Charter                              | Ne Ljubi Me           | Mirko Vukomanović                   | Snežana Vukomanović                 | Mirko Vukomanović                                  |
| 27 | Zorana                               | I Bogati Plaču        | Zoran Vasilić                       | Zoran Vasilić                       | Miloš Matejić • Zoran Vasilić                      |
| 28 | Creative Band                        | Zaboravi Sve          | Branko Marković Rio                 | Branko Marković Rio                 | Branko Marković Rio                                |
| 29 | Yo                                   | Bato                  | Žika Zana                           | Jelena Zana                         | Aleksandar Kobac                                   |
| 30 | Koktel Bend                          | Boje                  | Srđan Simić Kamba                   | Biljana Spasić                      | Bojan Jeremić                                      |
| 31 | Balša Vujičić                        | Putuj                 | Andrej Martinović                   | Nena Ivošević                       | Balša Vujičić                                      |
| 32 | Marinela                             | Preko Ramena          | Nikola Burovac                      | Ceca Slavković                      | Marko Kon                                          |
| 33 | Danijel Đurić                        | Sunce u Kamenu        | Srđan Simić Kamba                   | Strahinja Knežević                  | Alek Aleksov                                       |
| 34 | Ana Radulović                        | Znam                  | Bane Opačić                         | Bane Opačić                         | Saša Dinić • Željko Vasić                          |
| 35 | Saša Kovačević                       | Korak Do Dna          | Bane Opačić                         | Bane Opačić                         | Mićo Marjanović                                    |
| 36 | No Comment                           | Nek' Ti Je            | Vuk Matić                           | Ceca Slavković                      | Uroš Ranković                                      |
| 37 | Jelena Mrkić                         | Biću Tvoja            | Aleksandar Žarak                    | Ivana Ćosić                         | Aleksandar Žarak                                   |
| 38 | Lela Radulović                       | Oprezna               | Mirko Gavrić                        | Violeta Pavićević                   | Mirko Gavrić                                       |
| 39 | Vanja Radovanović                    | Izvini Ne Menja Ljude | Vanja Radovanović                   | Vanja Radovanović                   | Zoran Milenković                                   |
| 40 | Rastko & Black Pantersi feat. Kubura | Đige, Đige            | Zoran Antonijević • Rastko Janković | Zoran Antonijević • Rastko Janković | Zoran Antonijević • Zoran Rađetić • Đorđe Janković |

## Povezani članci
- Radijski Festival 2004.
- Radijski Festival 2007.